# Dimerkaprol
Dimerkapról, tudi BAL (krajšava od angl. British antilewisite), je protisredstvo pri zastrupitvi s kovinami, kot so arzen, živo srebro in zlato.

## Zgodovina
Dimerkaprol so med drugo svetovno vojno skrivoma razvili britanski biokemiki na univerzi v Oxfordu kot protisredstvo proti luizitu, danes zastarelemu arzenovemu bojnemu plinu.

## Uporaba
Indiciran je pri zastrupitvah z arzenom, anorganskim živim srebrom, zlatom ter svincem, antimonom, bakrom, bizmutom, kromom, nikljem, volframom in cinkom.
Pri zastrupotvi s kadmijem lahko dimerkaprol celo poveča toksičnost zaradi prerazporeditve kadmija oziroma nefrotoksičnega učinka kompleksa dimerkaprol-kadmij. Ne sme se uporabiti pri zastrupitvah z elementarnim in organskim živim srebrom (npr. metil-Hg, fenil-Hg), ker lahko povzroči prerazporeditev živega srebra iz drugih tkiv v možgane, ki so že tako ciljni organ pri teh oblikah živega srebra.

## Mehanizem delovanja
Dimerkaprol je kelator in veže nekatere težke kovine (svinec, živo srebro, zlato) ter polkovine (arzen) v inertne komplekse. Toksičnost teh strupov temelji sicer na medsebojnem vplivanju z esencialnimi sulfhidrilnimi skupinami (-SH) encimov.

## Odmerjanje
Dimerkaprol se daje globoko intramuskularno (v mišico). Odmerjanje se razlikuje glede na vrsto kovine, resnost zastrupitve in starost bolnika.